# Paloma de la paz

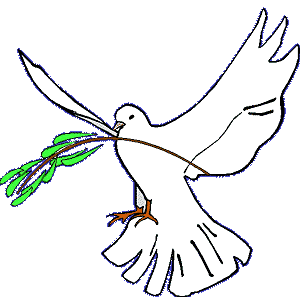
Paloma de la paz.

La paloma de la paz es una representación de la paz. 

## Historia
En la mitología griega, Afrodita, la diosa del amor, tenía una paloma como mascota.[cita requerida].
La paloma con una rama de olivo en el pico tiene un componente religioso cristiano muy claro. Este símbolo tiene su origen en el relato bíblico del Diluvio Universal, relatado en el Génesis 8:8-12. Según la Biblia, al principio de los tiempos, la maldad provocó la ira de Dios, quien decidió exterminar casi toda la vida sobre la tierra, con la excepción de la familia de Noé, que mostraba fidelidad a Él, y una pareja de cada animal puro. Dios advirtió a Noé que construyera un arca para preservar de la destrucción a su familia y a los animales. Entonces Dios hizo llover tan intensamente sobre la Tierra que quedaron cubiertas todas las montañas y murieron todos los animales y los humanos que no estaban en el arca de Noé. Después de cuarenta días, Noé abrió una ventana y soltó una paloma para ver si las aguas habían bajado. Al cabo de siete días, la paloma volvió trayendo en su pico una rama verde de olivo; significando que Dios estaba de nuevo en paz con la humanidad.

## Uso como símbolo
El uso de este símbolo de paz se intensificó sobre todo en el siglo XX. Uno de los mayores responsables de que la paloma con una rama de olivo se reconozca como símbolo de paz fue el artista Pablo Picasso, quien hizo una serie de dibujos de palomas. Una de ellos sirvió para un cartel del Congreso Mundial por la Paz en 1949, después de la Segunda Guerra Mundial; en la primavera de ese año, Picasso tuvo una hija con Françoise Gilot a la que decidió llamar Paloma en honor a este símbolo, y ella, a su vez, llamó a su hija Paz.
Tras la disolución de Yugoslavia y la independencia de Bosnia y Herzegovina, luego de una cruenta guerra, la paloma de la paz fue escogida como símbolo por el Banco Central de Bosnia y Herzegovina para ser representada en la moneda de 5 marcos.
Actualmente, más allá de las diferencias de raza, cultura y religión, el símbolo de la paloma de la paz es conocido universalmente.

## Galería de imágenes

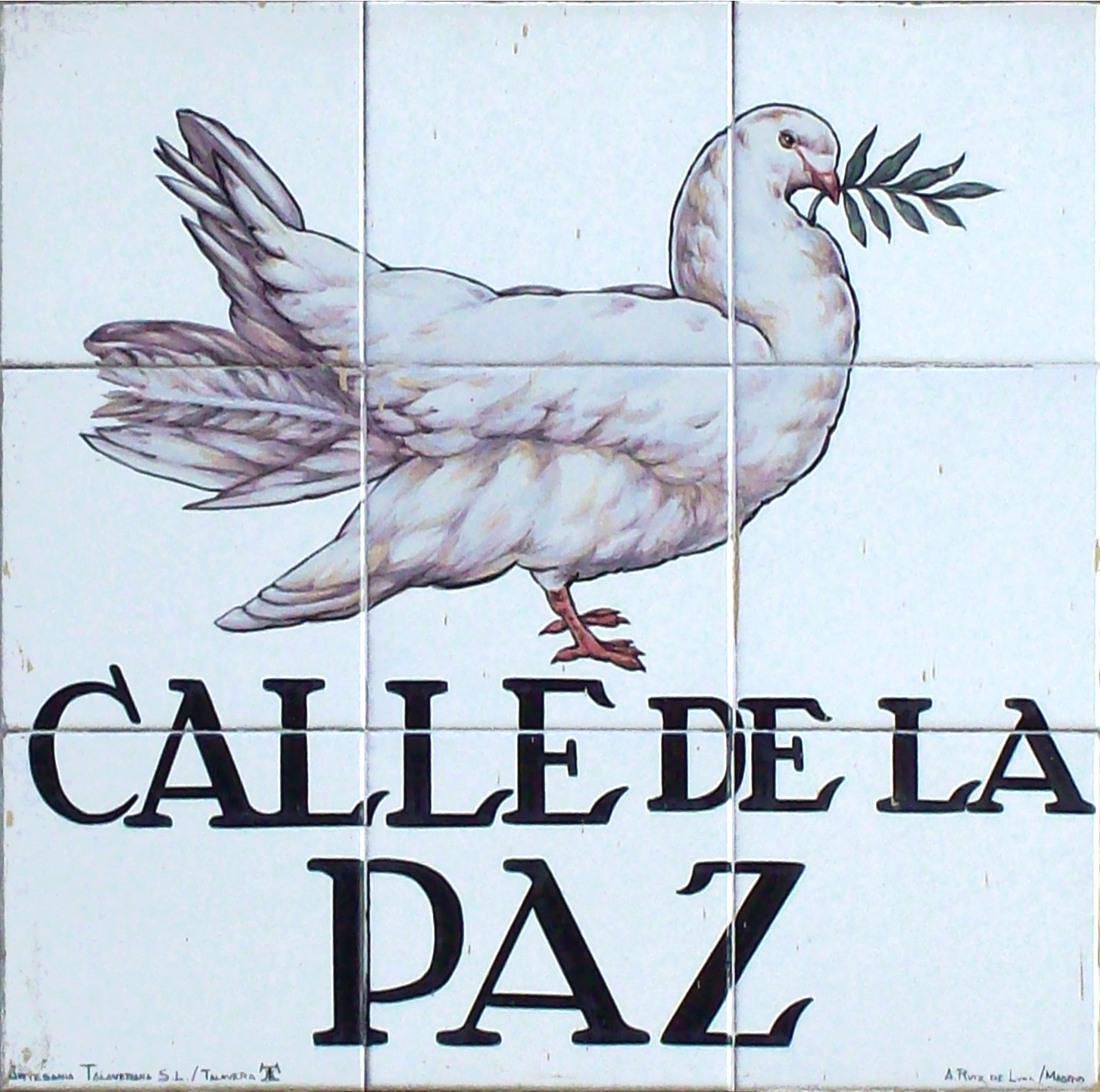
Calle de la Paz en Madrid.
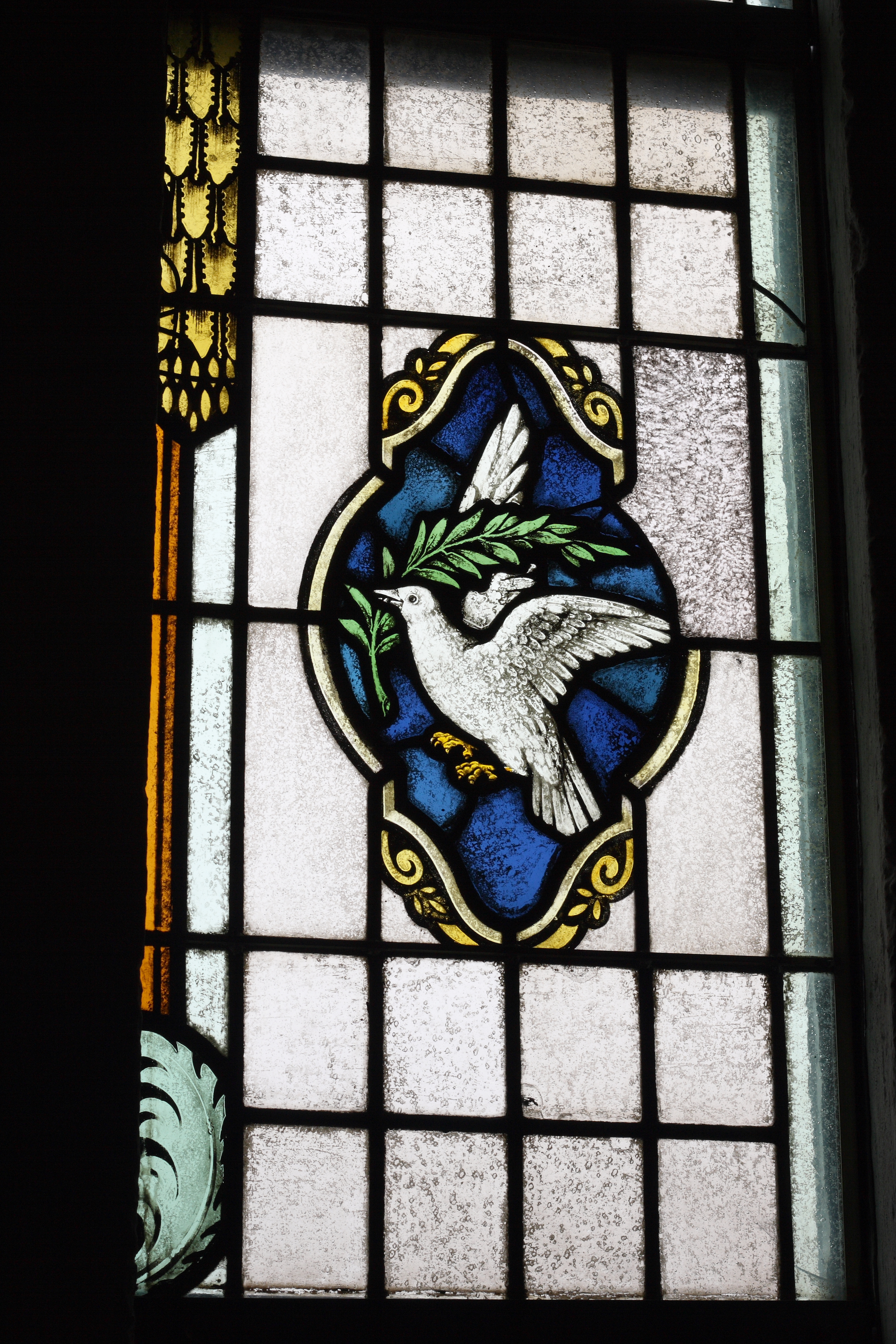
Vidriera en Kruft.
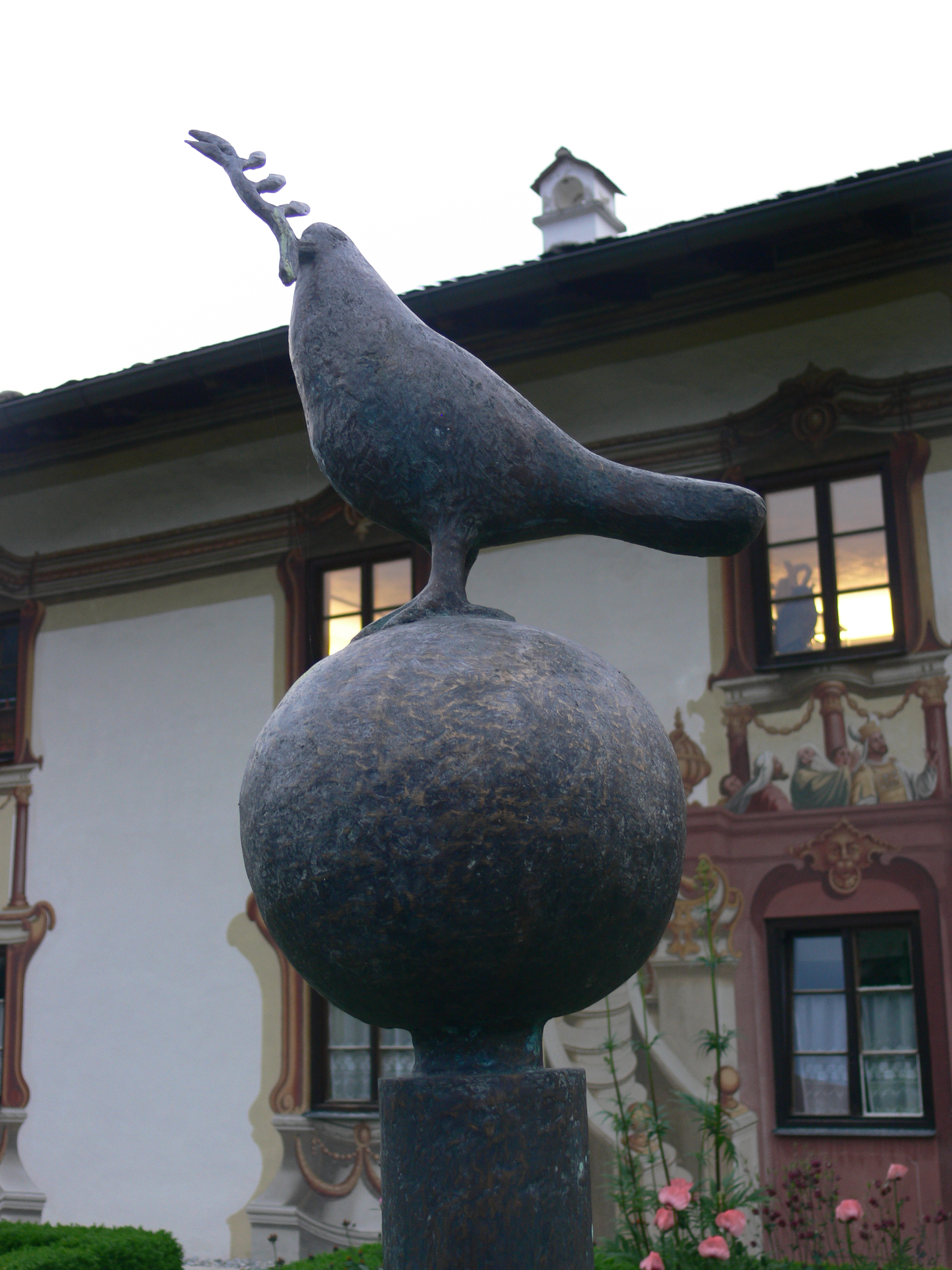
Escultura de la paloma de la paz.
Logo en un cartel.
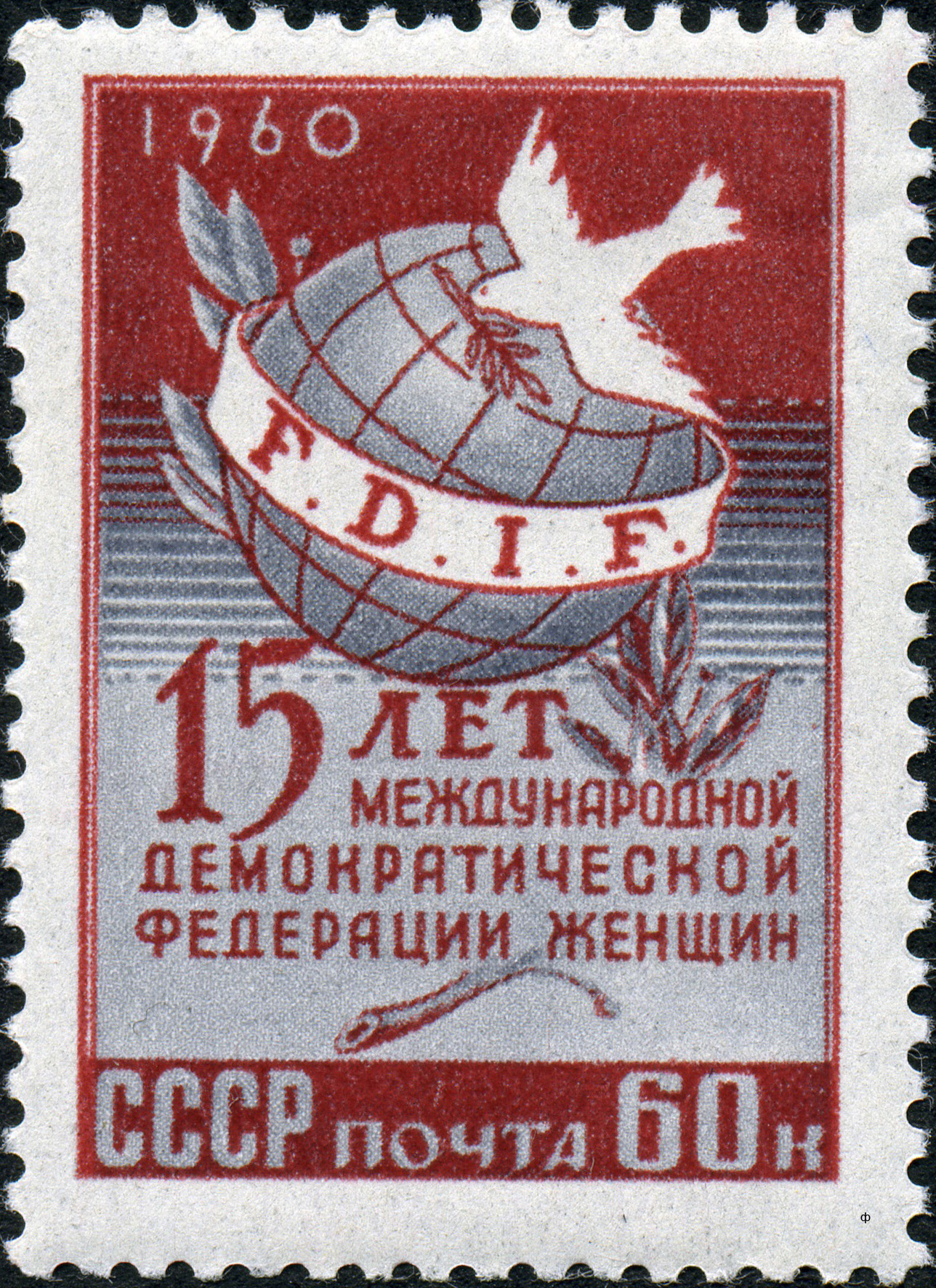
Sello ruso de 1960.